# Кузнєцова Марія Володимирівна
Марія Володимирівна Кузнєцова — радянська і російська актриса театру та кіно, заслужена артистка Росії (2005).
Марія Кузнєцова народилася 1950 року в Ленінграді. У 1975 році закінчила акторський факультет Ленінградського інституту театру, музики та кінематографії. З 1975 року працює в Олександринському театрі (Санкт-Петербург), де грає ролі класичного і сучасного репертуару.
З 1977 року вона знімається в епізодичних ролях у телеспектаклях і телефільмах Ленінградського телебачення
З 1995 року Марія Кузнєцова знімається в епізодичних ролях у кіно на кіностудії «Ленфільм».

## Нагороди та премії
- Заслужена артистка Росії (2005)[2]
- Лауреатка премії Ніка (2002). Національна кінематографічна премія «Ніка» за найкращу жіночу роль (Дружина вождя у фільмі «Тілець»).
- Лауреат премії Російської гільдії критиків (2001) — найкраща жіноча роль («Тілець»).

## Фільмографія

### Актриса
1. 2014 — Сьома руна — Ірина Михайлівна Кротова
2. 2012 — Безодня — Світлана Іванівна, директорка будинку престарілих
3. 2011 — Остання зустріч — Вікторія Петрівна Брежнєва
4. 2009 — Подвійна пропажа — Тетяна Степанівна
5. 2009 — Повернути на дослідування — Лідія Тимофіївна, театральна декораторка
6. 2007 — Травесті — секретарка художнього керівника (худрука)
7. 2006 — Ви не залишите мене — помічниця режисера
8. 2005 — Холодильник та інші (телесеріал) — бабуся
9. 2005 — Фаворит (телесеріал) — Єлизавета
10. 2005 — Казус Кукоцького — Василина Гаврилівна
11. 2005 — Голова класика (фільм)
12. 2005 — Космос як передчуття — мати
13. 2004 — Італієць — мадам Жанна
14. 2004 — Іменини — Катерина
15. 2003 — Таємниця Заборського виру — баба Катя
16. 2003 — In One Breath: Alexander Sokurov's Russian Ark (відео) — Catherine the Great
17. 2002 — Кавалери Морської зірки — Валентина
18. 2002 — Любов імператора — Катерина Михайлівна
19. 2002 — Олігарх — провідниця
20. 2002 — Російський ковчег — Катерина II
21. 2001 — Забійна сила-1 — матуся Юрки
22. 2000 — Телець — Надія Крупська
23. 1999 — Агент національної безпеки-1 — завідувачка магазину (у серії «Медуза Горгона»)
24. 1997 — Вулиці розбитих ліхтарів — Чала
25. 1994 — Колесо кохання
26. 1992 — Очі
27. 1987 — Де б не працювати… (ТВ)

### Актриса дубляжу
1. 2012 — 007: Координати «Скайфолл» — M
2. 2009 — Аватар — Грейс Огустин
3. 2009 — Війна наречених — Маріон Сент-Клер
4. 2008 — День, коли Земля зупинилася — Реджина Джексон
5. 2008 — Квант милосердя — M
6. 2006 — Казино Рояль — M
7. 2006 — Код Да Вінчі — сестра Сандрін
8. 2004 — Король Лев 3: Хакуна матата — мама Тимона
9. 2004 — Не бий копитом — Меггі
10. 2003 — В пошуках Немо — Персик
11. 2002 — Помри, але не зараз — M
12. 2001 — Остання фантазія — Джейн
13. 2000 — ДЧувак, де моя тачка? — Mrs. Crabbleman